# دلواپسی (فیلم سینمایی)
دلواپسی فیلمی  به کارگردانی و نویسندگی بهمن گودرزی و تهیه‌کنندگی مرتضی شایسته  ساخته سال ۱۳۸۷ است. دلواپسی یک فیلم اجتماعی با درون مایه عاطفی است. این فیلم در سینما اکران نگردیده و تولید مستقل ویدئویی، مختص به شبکه خانگی است.

## خلاصه فیلم
امید (سروش گودرزی) و یلدا (خاطره اسدی) قصد دارند علی‌رغم مخالفت پدر امید (ابوالفضل پورعرب) با هم ازدواج کنند، اما سانخه‌ای مسیر زندگیشان را تغییر می‌دهد...

## نقش‌های بازیگران
- ابوالفضل پورعرب
- خاطره اسدی
- کیانوش گرامی
- سروش گودرزی
- فرهاد قائمیان
- سام درخشانی
- پیمان یزدان‌پناه
- مانی ترلانی
- الهام فراهانی
- توران قادری